# Paviotso
Paviotso, domorodačko ime koje je Powell (1891.) primijenio za skupinu malenih srodnih šošonskih plemena iz zapadne Nevade. Paviotso čine dio šire skupine Sjevernih Pajuta (Mono-Paviotso) koji žive i na podučju Kalifornije gdje su poznati kao Mono i Oregona gdje ih nazivaju Snake.
Paviotsi su kod raznih autora nazivani i imenima Athlets (Gatschet, 1879), Báloh (Powers, 1876; Washo ime), Sidocaw (Campbell, 1866), Taniyumu′h (Powers, 1875; staro ime kojim su nazivali sami sebe), Ti′vati′ka (Hoffman; =pine-nut eaters).